# Torneio de xadrez de Riga de 1979

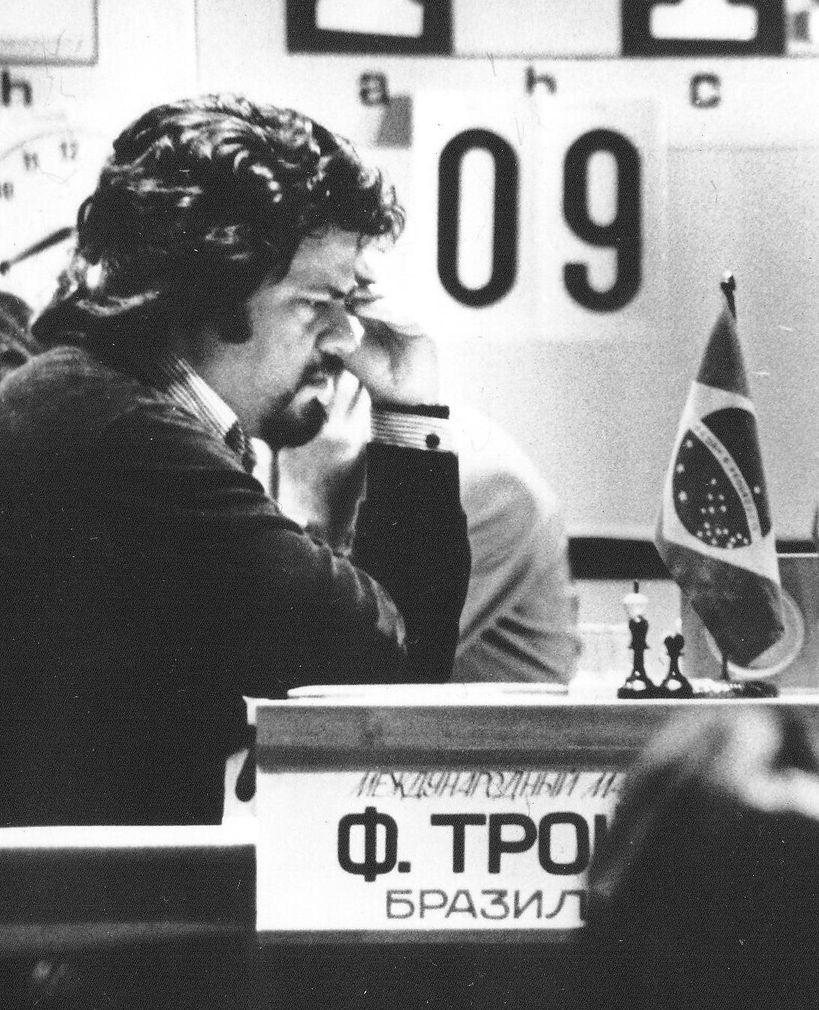
Francisco Trois participando do torneio

O Torneio de xadrez do Riga de 1979 foi um torneio Interzonal realizado com o objetivo de selecionar três jogadores para participar do Torneio de Candidatos de 1980, que foi o Torneio de Candidatos do ciclo 1979-1981 para escolha do desafiante ao título no Campeonato Mundial de Xadrez de 1981. A competição foi realizada na cidade de Riga de 4 e 30 de setembro e teve como vencedor Mikhail Tal.

## Tabela de resultados[1][3]
Os nomes em fundo verde claro indicam os jogadores que participaram do torneio de Candidatos do ano seguinte:
|    |                                   | Rating | 1 | 2 | 3 | 4 | 5 | 6 | 7 | 8 | 9 | 10 | 11 | 12 | 13 | 14 | 15 | 16 | 17 | 18 | Total | Tie break |
| -- | --------------------------------- | ------ | - | - | - | - | - | - | - | - | - | -- | -- | -- | -- | -- | -- | -- | -- | -- | ----- | --------- |
| 1  | URS Mikhail Tal                   | 2615   | - | 1 | ½ | ½ | 1 | 1 | ½ | 1 | 1 | 1  | 1  | ½  | 1  | ½  | ½  | 1  | 1  | 1  | 14    |           |
| 2  | URS Lev Polugaevsky               | 2625   | 0 | - | ½ | ½ | 1 | ½ | 1 | 1 | 0 | 1  | ½  | 1  | ½  | ½  | 1  | ½  | 1  | 1  | 11½   |           |
| 3  | HUN András Adorján                | 2525   | ½ | ½ | - | ½ | 0 | 0 | 1 | ½ | 1 | 1  | ½  | ½  | 1  | 1  | ½  | 1  | 1  | ½  | 11    | 85.75     |
| 4  | HUN Zoltán Ribli                  | 2595   | ½ | ½ | ½ | - | 0 | 1 | 0 | ½ | ½ | 1  | ½  | 1  | 1  | ½  | 1  | ½  | 1  | 1  | 11    | 84.75     |
| 5  | URS Oleg Romanishin               | 2560   | 0 | 0 | 1 | 1 | - | ½ | 1 | 0 | ½ | ½  | 1  | 1  | ½  | 1  | ½  | ½  | 1  | ½  | 10½   | 83.00     |
| 6  | ROM Florin Gheorghiu              | 2540   | 0 | ½ | 1 | 0 | ½ | - | ½ | 1 | ½ | ½  | ½  | ½  | 1  | 1  | 1  | 1  | 0  | 1  | 10½   | 79.75     |
| 7  | DEN Bent Larsen                   | 2620   | ½ | 0 | 0 | 1 | 0 | ½ | - | 0 | ½ | 1  | ½  | 1  | ½  | 1  | 1  | 1  | ½  | 1  | 10    |           |
| 8  | URS Gennady Kuzmin                | 2565   | 0 | 0 | ½ | ½ | 1 | 0 | 1 | - | ½ | 1  | ½  | ½  | ½  | ½  | 1  | ½  | 0  | 1  | 9     | 71.00     |
| 9  | URS Vitaly Tseshkovsky            | 2560   | 0 | 1 | 0 | ½ | ½ | ½ | ½ | ½ | - | 0  | 0  | ½  | ½  | 1  | 1  | 1  | 1  | ½  | 9     | 67.50     |
| 10 | ENG Tony Miles                    | 2560   | 0 | 0 | 0 | 0 | ½ | ½ | 0 | 0 | 1 | -  | ½  | ½  | 1  | 1  | 1  | 1  | 1  | 1  | 9     | 59.25     |
| 11 | EUA James Tarjan                  | 2525   | 0 | ½ | ½ | ½ | 0 | ½ | ½ | ½ | 1 | ½  | -  | 0  | 1  | 0  | 0  | 1  | ½  | 1  | 8     |           |
| 12 | ISR Yehuda Gruenfeld              | 2430   | ½ | 0 | ½ | 0 | 0 | ½ | 0 | ½ | ½ | ½  | 1  | -  | 0  | 0  | 1  | 1  | ½  | 1  | 7½    |           |
| 13 | YUG Ljubomir Ljubojević           | 2590   | 0 | ½ | 0 | 0 | ½ | 0 | ½ | ½ | ½ | 0  | 0  | 1  | -  | 1  | ½  | ½  | 1  | 0  | 6½    |           |
| 14 | BRA Herman Claudius van Riemsdijk | 2435   | ½ | ½ | 0 | ½ | 0 | 0 | 0 | ½ | 0 | 0  | 1  | 1  | 0  | -  | ½  | ½  | ½  | 0  | 5½    | 46.25     |
| 15 | TUN Slim Bouaziz                  | 2420   | ½ | 0 | ½ | 0 | ½ | 0 | 0 | 0 | 0 | 0  | 1  | 0  | ½  | ½  | -  | 0  | 1  | 1  | 5½    | 40.75     |
| 16 | EUA Edmar Mednis                  | 2510   | 0 | ½ | 0 | ½ | ½ | 0 | 0 | ½ | 0 | 0  | 0  | 0  | ½  | ½  | 1  | -  | ½  | 1  | 5½    | 39.00     |
| 17 | BRA Francisco Trois               | 2415   | 0 | 0 | 0 | 0 | 0 | 1 | ½ | 1 | 0 | 0  | ½  | ½  | 0  | ½  | 0  | ½  | -  | ½  | 5     |           |
| 18 | PHI Ruben Rodriguez               | 2370   | 0 | 0 | ½ | 0 | ½ | 0 | 0 | 0 | ½ | 0  | 0  | 0  | 1  | 1  | 0  | 0  | ½  | -  | 4     |           |